# محنة فوكر
محنة فوكر (بالإنجليزية: Fokker Scourge)‏، خلال الحرب العالمية الأولى من أغسطس 1915 إلى أوائل عام 1916، عندما اكتسب سلاح الطيران الإمبراطوري الألماني (القوات الجوية الألمانية القيصرية)، والمجهز بمقاتلات فوكر اينديكر، ميزة على سلاح الطيران الملكي و‌القوات الجوية الفرنسية.
كانت الطائرة فوطر هي أول طائرة في الخدمة مزودة بمدفع رشاش متزامن لإطلاق النار عبر قوس المروحة دون ضرب الشفرات. كانت الميزة التكتيكية المتمثلة في استهداف البندقية من خلال توجيه الطائرة ومفاجأة إدخالها عوامل في نجاحها.
انتهت هذه الفترة من التفوق الجوي الألماني بوصول أعداد من مقاتلات Nieuport 11 الفرنسية والبريطانية Airco DH.2، والتي كانت قادرة على تحدي Fokkers.
لقد صاغت الصحافة البريطانية مصطلح "Fokker Scourge" في منتصف عام 1916، بعد أن هزمت Eindeckers من قبل أنواع الحلفاء الجديدة. تزامن استخدام المصطلح مع حملة سياسية لإنهاء الهيمنة المتصورة لمصنع الطائرات الملكي في تزويد الطائرات لسلاح الطيران الملكي.

### الحرب الجوية المبكرة

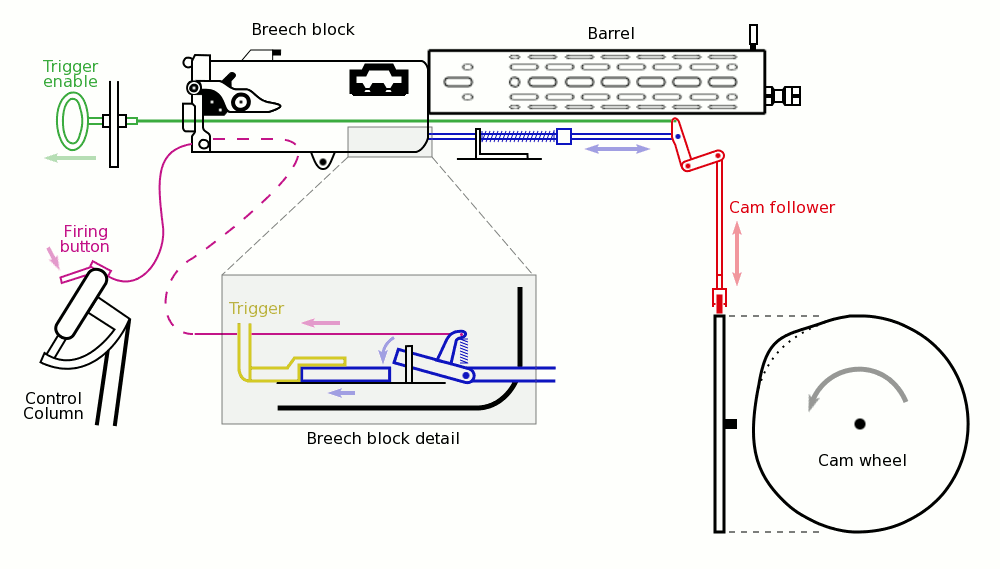
رسم تخطيطي لآلية التزامن Fangker " Stangensteuerung "

## الخدمة التشغيلية

### العمليات اللاحقة
كانت فترة تفوق الحلفاء الجوية التي تلت فوكر قصيرة. بحلول منتصف سبتمبر 1916، دخت اخدمة أول مقاتلات من Albatros DI في الخدمة. تمكنت الطائرة الجديدة مرة أخرى من تحدي طائرات الحلفاء، وبلغت ذروتها في «أبريل الدامي» خلال معركة أراس (9 April – 16 May 1917).  في العامين المقبلين، طغت القوات الجوية المتحالفة تدريجياً على الألمانية من حيث الجودة والكمية، حتى تمكن الألمان فقط من السيطرة المؤقتة على مناطق صغيرة من الجبهة الغربية. عندما أصبح هذا التكتيك غير محتمل، بدأ تطوير طائرة جديدة، مما أدى إلى Fokker D.VII. أنشأت الطائرة الجديدة "Fokker Scourge" أخرى في صيف عام 1918 وكشرط للهدنة، طُلب من ألمانيا تسليم جميع طائرات Fokker D.VII إلى الحلفاء.

### اقتباسات
1. 1 2  Franks 2001, p. 1.
2. ↑  Kennett 1991, p. 110.
3. ↑  Bruce 1968, v.2, p. 20.
4. ↑  Robertson 2003, p. 103.
5. ↑  Hare 1990, pp. 91–102.
6. ↑  Cheesman 1960, p. 108.
7. ↑  "Armistice terms" firstworldwar.com نسخة محفوظة 13 أغسطس 2018 على موقع واي باك مشين.